# Shirley Jeffrey
Shirley Winifred Jeffrey  (Townsville, 4 de abril de 1930-Australia, 4 de enero de 2014) fue una bióloga marina, botánica, planctóloga, y recolectora botánica australiana,que investigó las técnicas de separación bioquímicas, especializada en investigación de microalgas; descubriendo, aislando y purificando la clorofila C permitiendo la evaluación de la biomasa vegetal microscópica oceánica y la fotosíntesis. Ella fue bautizada "La madre de la clorofila C" por uno de sus primeros mentores, el profesor Andy Benson del Instituto de Investigación Scripps en San Diego (California).

## Biografía
Nacida en Townsville, Queensland, hija de Tom Jeffery y su esposa, Dorothea Cherrington. Durante su niñez, no tenía un interés particular en la ciencia, y prefería "jugar con animales y muñecos y ayudó a mi madre en la cocina y le encantaba cocinar".
Mientras estudiaba en a principios de 1940, se inspiró en un "maestro muy memorable", Connie Glass, que la llevó a estar interesado en el estudio de la historia natural.

### Educación
Completó su educación media en Sídney en la Wenona, y completó una licenciatura en ciencias en 1952 y una maestría en 1954 en la Universidad de Sídney. Realizó un doctorado en farmacología bioquímica en 1958 en King's College de Londres.
En 1961, regresó a Australia, después de completar su doctorado, trabajó en la División de Pesca y Oceanografía en CSIRO; y durante ese tiempo investigó la pigmentación en microalgas.
En 1965, estuvo a bordo del viaje inaugural de la expedición científica sobre el Alfa Helix, el buque de investigación de la Institución Scripps de Oceanografía de la Universidad de California, que iba a venir a Australia para estudiar la ecología de la Gran Barrera de Coral. Su investigación condujo a un año sabático en el Instituto Scripps de Oceanografía en 1973; durante este período conoció al biólogo australiano y su futuro esposo el Dr. Andy Heron.
Entre 1971 y 1977, la Dra. Jeffery fue científica principal en la Unidad de bioquímica marina del CSIRO, a continuación, científica sénior directora de investigación de la División de CSIRO de Pesca y Oceanografía (de 1977 a 1981) y luego de alto nivel científica investigadora principal y luego jefa interina de la División de Investigación Pesquera CSIRO (de 1981 a 84). Mientras en CSIRO fue encargada de desarrollar la Colección del CSIRO de Microalgas vivas (también conocida como la Colección de Algas Cultivadas). Coeditó el trabajo Pigmentos del Fitoplanctonen en Oceanography fue publicado en 1996 por la UNESCO.
A pesar de retirarse en 1995, continuó con la investigación y publicaba como investigadora honorífica con el CSIRO hasta su muerte en 2014, y fue violinista en la Orquesta de Cámara de Hobart.

## Membresías
- Miembro del Consejo de Jane Franklin Hall, una Facultad de la Universidad de Tasmania y un despacho-portador de la Sociedad Real de Tasmania.[5]
- Academia Australiana de Ciencias (FAA) (1991)
- Orden de Australia (OA) en 1992.[6]

## Premios y reconocimientos
- MBE (1960)
- Medalla Australiana de Historia Natural (1975)
- Premio Jubileo inaugural de la Asociación Australiana de Ciencias Marinas (1988)
- 2000: medalla de Gilbert Morgan Smith de la Academia Nacional de Ciencias de Estados Unidos, primera persona fuera de EE. UU. en recibir esa Medalla, y más tarde fue elegido como asociado extranjero de la Academia Nacional de Ciencias.[7]
- 2003: galardonada con la Medalla del Centenario de Australia
- 2007: Medalla Hatai Shinkishi en el 21º Congreso de Ciencia del Pacífico en Okinawa, Japón.[8]
- 2012: varios de sus colegas reconocieron sus logros en "Tributo a Shirley Jeffrey: 50 años de investigación sobre la clorofila c" publicado en Phycologia 51, 2: 123-125.[9]

## Eponimia
- (Fabaceae) Racosperma ashbyae (Maslin) Pedley[10]
- (Mimosaceae) Acacia ashbyae Maslin[11]